# Palác Vranyczanyů (Záhřeb)
Palác Vranyczanyů (chorvatsky Palača Vranyczany) kulturní památka v chorvatském hlavním městě Záhřebu, na adrese Berislavićeva 6/8. Je evidována v katalogu chorvatských kulturních památek pod číslem Z-330. Svůj název má podle rodu Vranyczanyů, kteří disponovali značným počtem různých paláců a dalších domů po celém tehdejším Záhřebu. Dnes patří Chorvatskému svazu inženýrů (chorvatsky Hrvatski inženjerski savez).
Postaven byl v roce 1889 v období rychlého rozšiřování chorvatské metropole z oblasti dnešního Jelačićova náměstí směrem na jih a dále. V roce 1956 město Záhřeb, které bylo vlastníkem stavby, rozhodlo jejím využití pro potřeby HIS.
Jedná se o rohový dům (přiléhá ke Gajevě ulici) s nápadným arkýřem. Ten byl v době svého dokončení dokonce i předmětem architektonické kritiky. Jednopatrový dům vyprojektoval vídeňský architekt Otto Hoffer. Nápadná je bosáž v přízemí a dekorativní prvky kolem některých oken. V přízemí paláce se nachází impozantní vstupní místnost s dekorativním schodištěm. 